# Mesochorus uniformis
Mesochorus uniformis är en stekelart som beskrevs av Cresson 1872. Mesochorus uniformis ingår i släktet Mesochorus och familjen brokparasitsteklar. Inga underarter finns listade i Catalogue of Life.